# Veronika Velez Zuzulová
Veronika  Zuzulová, née le 15 juillet 1984 à Bratislava, est une skieuse alpine slovaque dont la spécialité est le slalom.

## Parcours sportif
Veronika Zuzulová fait ses débuts en coupe du monde le 28 octobre 2000 lors du slalom géant de Sölden. Le 1er mars 2002, elle devient championne du monde juniors de slalom à Maribor. Deux ans plus tard, le 8 février 2004, elle accède à son premier podium en coupe du monde en prenant la troisième place lors d'un slalom spécial à Zwiesel en Allemagne derrière la Suédoise Anja Pärson et l'Allemande Monika Bergmann. Elle réédite cette performance trois ans plus tard, le 7 janvier 2007, sur la piste de Kranjska Gora en Slovénie à l'occasion de nouveau d'un slalom spécial derrière l'Autrichienne Marlies Schild et la Tchèque Šárka Záhrobská. Elle a aussi participé aux Jeux olympiques d'hiver en 2002, 2006 et 2010, sa meilleure performance étant une dixième place en slalom à Vancouver.
Le 29 décembre, après treize podiums en coupe du monde mais aucune victoire, elle remporte la première course de sa carrière à l'occasion du slalom de Semmering. Trois jours plus tard, elle confirme en dominant le slalom parallèle de Munich, devançant en finale la Slovène Tina Maze, leader de la Coupe du monde, pour s'emparer de la deuxième place du classement de la spécialité.
Lors de la saison suivante, elle ne peut concourir doit déclarer forfait pour les Jeux olympiques de Sotchi à cause d'une blessure importante au genou contractée à l'entraînement en Autriche.
Veronika Velez Zuzulová remporte ses troisième et quatrième victoires en Coupe du monde lors des slaloms nocturne de Flachau les 12 et 15 janvier 2016, près de trois ans après son dernier succès dans la discipline. Elle rate la première partie de la saison 2017-2018 en raison d'une blessure au genou droit contractée au mois de septembre 2017 à l'entraînement à Ushuaia, qui nécessite une opération et une longue période de rééducation. En novembre 2017, elle espère toujours pouvoir participer aux Jeux olympiques de Pyeongchang 2018. Elle y est 17e en slalom.
À l'issue de la saison 2017-2018, elle prend sa retraite sportive en costume à Ofterschwang.

## Vie privée
Le 27 avril 2012, Veronika Zuzulová épouse  son entraîneur français Romain Velez en la cathédrale Saint-Martin de Bratislava et change son nom de Zuzulová à Velez Zuzulová.

## Palmarès

### Jeux olympiques d'hiver
| Épreuve / Édition | Salt Lake City 2002 | Turin 2006 | Vancouver 2010 | Pyeongchang 2018 |
| Slalom géant      | 32e                 | -          | Abandon        | -                |
| Slalom            | Abandon             | 22e        | 10e            | 17e              |
| Combiné           | -                   | 15e        | -              | -                |

### Championnats du monde
| Épreuve / Édition | Sankt Anton 2001 | Bormio 2005 | Åre 2007 | Val d'Isère 2009 | Garmisch 2011 | Schladmig 2013 | Vail-Beaver Creek 2015 | Saint-Moritz 2017 |
| Slalom géant      | 34e              | -           | 21e      | Abandon          | 15e           | -              | -                      | -                 |
| Slalom            | Abandon          | Abandon     | 13e      | -                | 10e           | 7e             | 4e                     | Abandon           |
| Combiné           | -                | -           | 9e       | -                | -             | -              | -                      | -                 |
| Par équipes       | -                | -           | -        | -                | -             | -              | -                      | Argent            |

### Coupe du monde
- Meilleur classement général : 11e en 2017.
- 30 podiums dont 5 victoires.

palmarès au 31 janvier 2017

#### Différents classements en Coupe du monde
| Saison / Épreuve | Saison / Épreuve | Général | Général | Descente | Descente | Super G | Super G | Slalom géant | Slalom géant | Slalom | Slalom | Combiné | Combiné |
| ---------------- | ---------------- | ------- | ------- | -------- | -------- | ------- | ------- | ------------ | ------------ | ------ | ------ | ------- | ------- |
| Saison / Épreuve | Saison / Épreuve | Class.  | Points  | Class.   | Points   | Class.  | Points  | Class.       | Points       | Class. | Points | Class.  | Points  |
| 2002             | 2002             | 68e     | 89      | -        | -        | -       | -       | -            | -            | 23e    | 89     | -       | -       |
| 2004             | 2004             | 42e     | 192     | -        | -        | -       | -       | -            | -            | 15e    | 192    | -       | -       |
| 2005             | 2005             | 37e     | 185     | -        | -        | -       | -       | -            | -            | 9e     | 185    | -       | -       |
| 2006             | 2006             | 77e     | 47      | -        | -        | -       | -       | -            | -            | 28e    | 45     | 44e     | 2       |
| 2007             | 2007             | 19e     | 383     | -        | -        | -       | -       | 32e          | 28           | 5e     | 344    | 37e     | 11      |
| 2008             | 2008             | 15e     | 511     | -        | -        | -       | -       | 41e          | 10           | 3e     | 501    | -       | -       |
| 2009             | 2009             | 65e     | 88      | -        | -        | -       | -       | -            | -            | 22e    | 88     | -       | -       |
| 2010             | 2010             | 94e     | 32      | -        | -        | -       | -       | -            | -            | 36e    | 32     | -       | -       |
| 2011             | 2011             | 19e     | 370     | -        | -        | -       | -       | 42e          | 8            | 5e     | 362    | -       | -       |
| 2012             | 2012             | 17e     | 390     | -        | -        | -       | -       | 42e          | 13           | 4e     | 377    | -       | -       |
| 2013             | 2013             | 12e     | 500     | -        | -        | -       | -       | -            | -            | 3e     | 500    | -       | -       |
| 2014             | 2014             | -       | -       | -        | -        | -       | -       | -            | -            | -      | -      | -       | -       |
| 2015             | 2015             | 24e     | 303     | -        | -        | -       | -       | -            | -            | 6e     | 303    | -       | -       |
| 2016             | 2016             | 13e     | 626     | -        | -        | -       | -       | -            | -            | 2e     | 626    | -       | -       |
| 2017             | 2017             | 11e     | 565     | -        | -        | -       | -       | -            | -            | 2e     | 565    | -       | -       |
| 2018             | 2018             | 102e    | 22      | -        | -        | -       | -       | -            | -            | 42e    | 22     | -       | -       |

#### Détail des victoires
| Épreuve / Édition | Slalom        | Slalom parallèle | Total |
| 2013              | Semmering     | Munich           | 2     |
| 2016              | Flachau (× 2) |                  | 2     |
| 2017              | Zagreb        |                  | 1     |
| Total             | 4             | 1                | 5     |

### Championnats du monde junior
- Médaille d'or en slalom en 2002.

### Coupe d'Europe
- 13 victoires en slalom.

### Championnats de Slovaquie
- Championne du slalom en 2002, 2004, 2005, 2006, 2007, 2010, 2013, 2016 et 2017.
- Championne du slalom géant en 2007 et 2010.